# Barylypa jacobsoni
Barylypa jacobsoni är en stekelart som först beskrevs av Shestakov 1923.  Barylypa jacobsoni ingår i släktet Barylypa, och familjen brokparasitsteklar. Inga underarter finns listade.